# Refresher
Refresher je online lifestylový magazín pro mladé. Působí na českém a slovenském trhu a věnuje se hudbě, módě, filmu, technice, historii i aktualitám z domova a ze světa.
Slovenskou a českou verzi Refresheru měsíčně navštívilo v roce 2022 více než tři miliony reálných uživatelů. V rámci ratingu důvěryhodnosti médií, který zpracovává Nadační fond nezávislé žurnalistiky, získal Refresher v roce 2023 hodnocení A- a zařadil se tak mezi jedenáctku nejdůvěryhodnějších webů provozujících zpravodajství v Česku.

## Historie
Na slovenském trhu působí od roku 2011 a původně vznikl jako výsledek školního projektu třech spolužáků, česká mutace vznikla v roce 2017.
Konsolidované tržby v roce 2021 dosáhly 1,8 milionu eur.
V roce 2022 získal magazín investici ve výši 2 milionu eur z platformy Crowdberry. Peníze chce použít mimo jiné i na rozšíření působení na českém trhu i na expanzi na další středoevropské trhy jako například do Maďarska. Novým strategickým investorem se stala maďarská skupina Central Media Group. Též byla spuštěna i anglická verze.
Refresher se 23. listopadu 2022 rozdělil na dva weby, jeden lifestylový pod původní doménou, druhý zpravodajský pod názvem Refresher news.

## Vlastnictví a redakce
Vydavatelem magazínu je společnost REFRESHER Media. Majiteli jsou původní zakladatelé Gábor Boros a Filip Vajda. Třetím spolumajitelem je společnost CB REF provozující investiční platformu Crowdberry.
Ředitelkou magazínu je Nikita Jankovičová, redakci vedl do roku 2023 Adam Smeták, v létě 2023 se šéfredaktorem stal Marek Pros.